# Gerevich György
Gerevich György (?, 1946 – ?, 2008. augusztus 2.) magyar kardvívó, a Vasas SC mesteredzője. Édesapja Gerevich Aladár hétszeres olimpiai aranyérmes, harmincnégyszeres magyar bajnok vívó. Édesanyja Bogen Erna világbajnok, olimpiai bronzérmes vívó. Öccse Gerevich Pál ötszörös világbajnok, kétszeres olimpiai bronzérmes kardvívó, vívóedző.
62 éves korában, súlyos betegség után hunyt el. Hamvait 2008. augusztus 5-én helyezték örök nyugalomra a Farkasréti temetőben.

## Tanítványai
- Nemcsik Zsolt
- Szilágyi Áron
- Iliasz Nikolasz
- Szatmári András
- Csaba Márton Bence
- Pető Réka
- Hollósi Bence
- Damu Dóra
- Kovács Laura